# Waidendorf
Waidendorf ist eine Ortschaft und eine Katastralgemeinde der Gemeinde Dürnkrut im Bezirk Gänserndorf in Niederösterreich.

## Geografie
Das vom Sulzbach zweigeteilte Dorf liegt südwestlich von Dürnkrut am Rand der Marchniederung. Durch den Ort führt die Landesstraße L11.

## Geschichte
Laut Adressbuch von Österreich waren im Jahr 1938 in der Ortsgemeinde Waidendorf ein Bäcker, ein Binder, ein Dachdecker, ein Fleischer, zwei Gastwirte, sechs Gemischtwarenhändler, ein Glaser, eine Hebamme, ein Maurermeister, ein Sattler, ein Schmied, zwei Schneider und eine Schneiderin, drei Schuster, zwei Tischler, zwei Weinhändler, ein Zimmermeister und mehrere Landwirte ansässig. Außerhalb des Ortes gab es eine Ziegelei.

## Kultur und Sehenswürdigkeiten

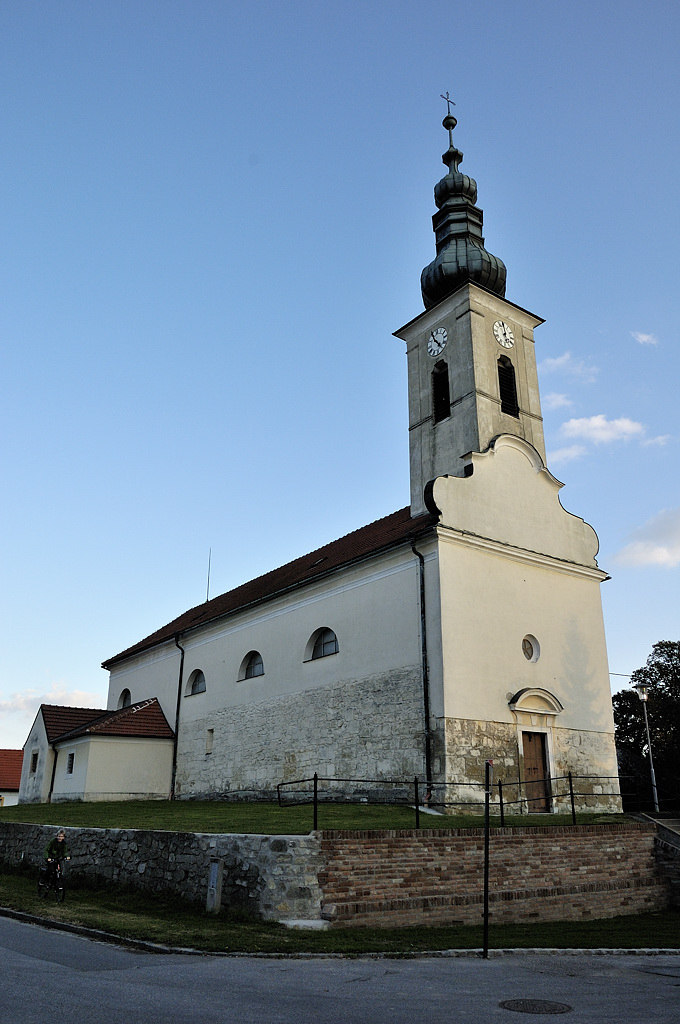
Pfarrkirche Waidendorf

- Katholische Pfarrkirche Waidendorf hl. Ulrich